# Вилхелм VII (Хесен-Касел)
Вилхелм VII фон Хесен-Касел (на немски: Wilhelm VII. von Hessen-Kassel, * 21 юни, Касел, 1651, † 21 ноември 1670, Париж) от Дом Хесен, е ландграф на Хесен-Касел от 1663 до 1670 г.

## Биография
Той е най-възрастният син на ландграф Вилхелм VI и съпругата му принцеса Хедвиг София фон Бранденбург (1623 – 1683) от род Хоенцолерн, дъщеря на курфюрст Георг Вилхелм от Бранденбург.
След смъртта на баща му през 1663 г. майка му Хедвиг София фон Бранденбург поема опекунството на малолетния си син. Тя определя и политиката на ландграфството.
Когато става пълнолетен ландграф Вилхелм се сгодява за Амалия от Курландия, дъщеря на Якоб Кетлер херцог на Курландия. Тя е братовчедка на Вилхелм VII, майките им са сестри. Той тръгва на пътешествие в Нидерландия, Англия и Франция. В Париж той се разболява тежко от „температура“ и умира на 19 години. Лекарите не го лекували правилно.
Погребан е в църквата „Св. Мартин“ в Касел. Неговата годеница се омъжва за по-малкия му брат и наследник, ландграф Карл.